# Singapurische Badmintonmeisterschaft 1936/37
Die Singapurische Badmintonmeisterschaft 1936/37 fand an mehreren Terminen im Jahr 1936 statt. Es war die neunte Austragung der Badmintonmeisterschaft von Singapur. 

## Sieger und Finalisten
| Disziplin    | Gold                       | Silber                        |
| ------------ | -------------------------- | ----------------------------- |
| Herreneinzel | Tan Chong Tee              | Leow Kim Fatt                 |
| Dameneinzel  | Ong Siew Eng               | Betty Ho                      |
| Herrendoppel | Seah Eng Hee Tan Chong Tee | Chan Chim Bock Wong Peng Soon |
| Mixed        | Leow Kim Fatt Tan Kim Lui  | Yap Chin Tee Lillian Tan      |